# Buxton Memorial Fountain
Pour les articles homonymes, voir Buxton.
La Buxton Memorial Fountain est une fontaine située dans les Victoria Tower Gardens, à Londres.
Conçue par Samuel Sanders Teulon en 1865, elle commémore l'émancipation des esclaves de l'Empire britannique en 1834. Elle a été commandée par Charles Buxton et a été dédié à son père Thomas Fowell Buxton ainsi que William Wilberforce, Thomas Clarkson, Thomas Babington Macaulay, Henry Brougham et Stephen Lushington qui ont tous été impliqués dans l'abolition de l'esclavage au Royaume-Uni.
Initialement, la fontaine était installée à Parliament Square avant d'être déplacée.

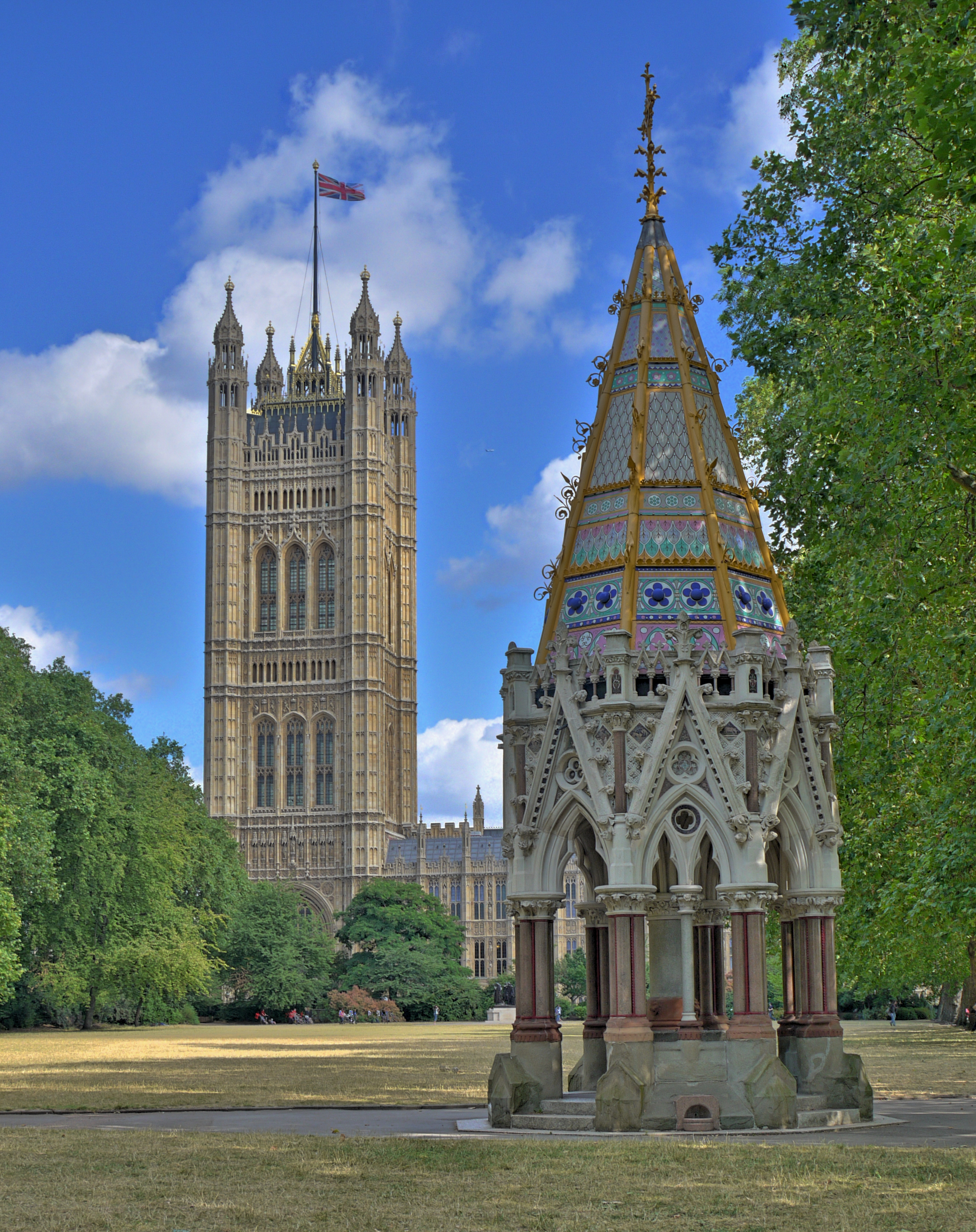
Buxton Memorial Fountain et la tour Victoria.